# Suleiman Mahmoud
Suleiman Mahmoud al-Obeidi (Tobruk, 1949 -Trípoli,  6 de octubre de 2020) fue un militar libio. 

## Carrera
General de División de Libia, fue comandante en el ejército de Muammar el Gadafi. Fue comandante de la Región Militar de Tobruk. Él fue el primero de la jerarquía del Ejército de Libia en desertar hacia la oposición durante la Guerra de Libia de 2011. Alrededor de 6,000 tropas estimadas formaron las fuerzas rebeldes contra Gadafi las cuales tomaron sus órdenes del general Mahmoud previo al asesinato el 28 de julio de 2011 del general Abdul Fatah Younis, el entonces comandante del Ejército de Liberación Nacional Libio (ELNL). Associated Press reportó al día siguiente que Mahmoud sucedió a Younis como comandante del ELNL.
Mahmoud movió sus cuarteles a Trípoli, la capital de Libia, tras la Batalla de Trípoli. A inicios de septiembre del mismo año se reportó que él formó una fuerza separada de Abdelhakim Belhadj, el jefe del Concejo Militar de Trípoli, considerando los dos hombres en un trabajo aparente para integar las fuerzas antigadafistas en el oeste de Libia dentro de un ejército cohesivo bajo el liderazgo del Consejo Nacional de Transición (CNT).
El 6 de octubre de 2020 su hija informó que falleció tras complicaciones derivadas de COVID-19.